# Бека Курхулі
Бека Курхулі (груз. ბექა ქურხული, 6 жовтня 1974, Тбілісі, Грузинська Радянська Соціалістична Республіка) — сучасний грузинський письменник, публіцист та військовий репортер. Лауреат низки літературних премій та нагород у Грузії. Курхулі вважають майстром короткої прози.
Перша новела автора була опублікована у газеті «Mamuli» (Вітчизна) у 1991 році. Відтоді різні газети та журнали публікували твори письменника: «Alternativa», «Arili», «Dilis gazeti» (Ранкова газета), «Chveni Taoba» (Наше покоління), «Tsignebi» (Книги), «Parnasi» (Парнас), «Literaturuli Palitra», «Literaturuli gazeti», «Tskheli Shokoladi», «Apra» (Вітрило).
У 1999—2004 роках Бека Курхулі працював репортером у «Dilis gazeti» та відвідав гарячі точки у Грузії та конфліктних регіонах на Кавказі.
За цей час вийшли його статті та репортажі з Абхазії (Гальський район, Кодорська ущелина), Цхінвальського регіону (Цхінвалі, Нікосі, Діді-Ліахві ущелина, Тамарашені), Північної Осетії та Інгушетії (Владикавказ, Назарі, Магасі), Азербайджану (Баку) і Панкійської ущелини.
З 10 травня по 12 червня 2022 року був направлений у військову репортерську поїздку від Mediacom «Publica», на російсько-українську війну — (Львів, Київ, Ірпінь, Дніпро, Запоріжжя).
Він отримав літературну премію SABA 2016 року за найкращий роман «Втеча з раю» та літературну премію Реваза Інанішвілі за одну історію 2014 року за «Минулий день». Автор також отримав премію Іллі Чавчавадзе «Saguramo» у 2019 році. Також дві премії у 2021 році за роман «Нотатки одноокого Кипчака» від «Litera» у номінації «Найкращий роман року», та премію «Fazisi».

## Життєпис
Бека Курхулі народився 6 жовтня 1974 року у Тбілісі. У 1991 році він закінчив Ⅰ експериментальну школу Тбілісі. У тому ж році вступив до Державного театрального інституту імені Шота Руставелі на факультет драматичного мистецтва і закінчив його в 1996 році (майстерня Тамаза Чіладзе). Одружений, має сина та доньку.

## Творчий шлях
Творчість Бека Курхулі почалась з публікації в антирадянській опозиційній газеті «Mamuli» оповідання «16 років». Далі були публікації в інших періодичних виданнях та газетах Грузії. Першу новелу Курхулі «Старенька та хлопець» внесено в Антологію сучасного грузинського оповідання, видавництво Gamomcemloba Bakmi.
Перша книга Бека Курхулі «Tsertili… dakarguli teritoriis dakarguli adamianebi» (Крапка… втрачені люди втраченої території) вийшла у 2004 році у видавництві «Dilis gazeti».
У видавництві «Saari» у 2005 році вийшла прозаїчна збірка «Sakhli skhvagan» (Дім в іншому місці). Ця книга стала фіналістом літературної премії «Saba» у номінації «Краща проза року».
У 2006 році в Інституті літературознавства імені Шота Руставелі захистив дисертацію на тему «Походи та піратство в горах Східної Грузії».
Видавництво «Pegasi» видало його книгу «The meeting after that» (Зустріч після).
Новели «Adamo» (Адамо), «The Empty ashtray» (Порожня попільничка), «Short Summer Night» (Коротка літня ніч), «10 000 words» (10 000 слів) вийшли у прозаїчній збірці «39 найкращих новел» у видавництві «Palitra», 2010.
Також твори письменника увійшли до Антології найкращих грузинських прозаїків, видавництва «Shemetsneba», 2011.
«The Empty ashtray» (Порожня попільничка), видавництво «Tbilisi», 2011.
Новели «The Story of two Moons» (Історія про два Місяці), видавництво «Siesta», 2011.
Повна збірка оповідань «Short Summer Night» (Коротка літня ніч), видавництво «Palitra L», 2012.
Радіоп'єса «Darkness in Other People's Windows» (Темрява у чужих вікнах) транслювалася на Громадському радіо Грузії, 2013.
У 2013 році був направлений до Афганістану як військовий репортер (Кабул, Гільменд) від журналу «Liberali».
Після відрядження до України 2022 році, Бека Курхулі написав «Військові щоденники. Українські дні», видавництво «Intellecti», 2022.

## Твори

### Романи
- Бека Курхулі. «Втеча з раю». — Тбілісі: «Intellecti», 2015.
- Бека Курхулі. «Нотатки одноокого Кипчака». — Тбілісі: «Intellecti», 2020.

### Збірки оповідань та новел
- Бека Курхулі. «Крапка… Втрачені люди втраченої території». — Тбілісі: «Dilis gazeti», 2004.
- Бека Курхулі. «Дім в іншому місці». — Тбілісі: «Saari», 2005.
- Бека Курхулі. «Зустріч після». — Тбілісі: «Pegasi», 2010.
- Бека Курхулі. «Історія двох Місяців». — Тбілісі: «Siesta», 2011.
- Бека Курхулі. «Дерево скоро може зламатися». 2012.
- Бека Курхулі. «Місто в снігу». — Тбілісі: «Siesta», 2013.
- Бека Курхулі. «Нотатки 1993—2011». — Тбілісі: «Saunje», 2013.
- Бека Курхулі. «Країна відкритих дверей». — Тбілісі: «Intellecti», 2014.
- Бека Курхулі. «Скандара та інші оповідання. Вибрана проза». — Тбілісі: «Intellecti», 2017.
- Бека Курхулі. «Військові щоденники. Українські дні». — Тбілісі: «Intellecti», 2022.

### Оповідання
- Адамо
- 10000 слів
- Кіт
- Лера Масква
- Третій, Загублений
- Коротка літня ніч
- Порожня попільничка
- Аджарець
- Муса-Кала
- Вбивця

## Літературні премії
Премія Резо Інанішвілі, 2014.
Лауреат літературної премії «Saba»Саба (літературна премія) 2016, у номінації: «Найкраща вибрана проза року» за роман «Втікачі з раю».
Лауреат літературної премії «Litera» 2018, у номінації: «Найкраща вибрана проза року».
Премія Іллі Чавчавадзе «Saguramo», 2019.
Літературна премія «Litera» 2021, номінація «Нотатки одноокого Кипчака».
Літературна премія «Fazisi» 2021 за роман «Нотатки одноокого Кипчака».

## Про творчість
Роман «Нотатки одноокого Кипчака» порушує питання любові, існування, віри та пошуку Бога, життя та смерті, а також прощення. У рецензії до роману, Ада Немсадзе пише: 
«Людина живе одночасно як у матеріальному, предметному світі, так і у світі почуттів і переживань, а головне — живе в суспільстві, що виявляє додаткові риси його взаємин зі світом. Як показує порівняння двох паралельних історій тексту, для розв'язання онтологічної проблеми важливо, щоб індивід міг побудувати міст зі світом, прийняти його та правильно визначити власне місце, що зумовлено поєднанням усіх вищезгаданих компонентів — буття з речами, людьми, духовне та соціальне буття; В результаті ми отримуємо відчуття щастя, гармонії та повноти, що є показником вирішення онтологічної кризи. Як показав аналіз роману Бека Курхулі, все це людина тринадцятого сторіччя може робити набагато краще».